# Kamptobaatar
Kamptobaatar è un genere di   mammiferi fossili  nell'ordine estinto dei Multituberculata. I resti noti provengono dal
Cretaceo superiore dell'Asia Centrale. Condivise il suo habitat con i dinosauri. È compreso nel sottordine dei Cimolodonta ed è membro della superfamiglia Djadochtatherioidea.  Kielan-Jaworowska, 1970
Il genere Kamptobaatar ("eroe ricurvo")  fu classificato da Zofia Kielan-Jaworowska nel 1970 based basandosi su un singolo ritrovamento. "Ricurvo" si riferisce alla visibile curvatura dell'arco zigomatico nel teschio.
I resti fossili della specie Kamptobaatar kuczynskii risalgono al Cretaceo superiore e furono rinvenuti nella formazione geologica Djadokhta, in Mongolia. Il suo cranio misura circa 2 cm, mentre l'intero fossile arriva a 10 cm. 

## Tassonomia
- Superfamiglia Djadochtatherioidea Kielan-Jaworowska & Hurum, 1997 sensu Kielan-Jaworowska & Hurum, 2001[Djadochtatheria Kielan-Jaworowska & Hurum, 1997]
  -     -       - Genere? †BulganbaatarKielan-Jaworowska, 1974
        - Specie? †B. nemegtbaataroides Kielan-Jaworowska, 1974

      - Genere? †Chulsanbaatar Kielan-Jaworowska, 1974
        - Specie? †C. vulgaris Kielan-Jaworowska, 1974 Chulsanbaataridae Kielan-Jaworowska, 1974

      - Genere †Nemegtbaatar Kielan-Jaworowska, 1974
        - Specie? †N. gobiensis Kielan-Jaworowska, 1974

  - Famiglia Sloanbaataridae Kielan-Jaworowska, 1974
    -       - Genere †Kamptobaatar Kielan-Jaworowska, 1970
        - Specie? †K. kuczynskii Kielan-Jaworowska, 1970

      - Genere †Nessovbaatar Kielan-Jaworowska & Hurum, 1997
        - Specie †N. multicostatus Kielan-Jaworowska & Hurum, 1997

      - Genere †Sloanbaatar Kielan-Jaworowska, 1974
        - Specie †S. mirabilis Kielan-Jaworowska, 1974 [Sloanbaatarinae]

  - Famiglia Djadochtatheriidae Kielan-Jaworowska $ Hurum, 1997
    -       - Genere †DjadochtatheriumSimpson, 1925
        - Specie †D. matthewi Simpson, 1925 [Catopsalis matthewi Simpson, 1925]

      - Genere †Catopsbaatar Kielan-Jaworowska, 1974
        - Specie †C. catopsaloides (Kielan-Jaworowska, 1974) Kielan-Jaworowska, 1994 [Djadochtatherium catopsaloides Kielan-Jaworowska, 1974 ; Catopsalis catopsaloides (Kielan-Jaworowska, 1974)  Kielan-Jaworowska & Sloan, 1979]

      - Genere †Tombaatar Kielan-Jaworowska, 1974
        - Specie †T. sabuli Rougier, Novacek & Dashzeveg, 1997

      - Genere †Kryptobaatar Kielan-Jaworowska, 1970 [Gobibaatar  Kielan-Jaworowska, 1970 , Tugrigbaatar  Kielan-Jaworowska  & Dashzeveg, 1978]
        - Specie †K. saichanensis Kielan-Jaworowska  & Dashzeveg, 1978 [Tugrigbaatar saichaenensis Kielan-Jaworowska  & Dashzeveg, 1978??]
        - Specie †K. dashzevegi Kielan-Jaworowska, 1970
        - Specie †K. mandahuensis Smith, Guo & Sun, 2001
        - Specie †K. gobiensis Kielan-Jaworowska, 1970  [Gobibaatar parvus Kielan-Jaworowska, 1970]